# Líbranos del mal (película de 2014)
Líbranos del mal (originalmente en inglés, Deliver Us from Evil) es una película estadounidense de 2014 de suspenso, acción y terror sobrenatural, dirigida por Scott Derrickson, producida por Jerry Bruckheimer y coescrita por Paul Harris Boardman. El guion está basada en un libro de no ficción de 2001 titulado Cuidado con la noche escrito por Ralph Sarchie y Lisa Collier Cool y combina elementos de género policíaco, misterio y fantasía oscura. Fue protagonizada por Eric Bana, Édgar Ramírez, Sean Harris, Olivia Munn y Joel McHale. La película fue estrenada el 2 de julio de 2014.

## Argumento
La película comienza en un tiroteo de 2010 en un palmeral en la provincia de Diala en Irák. Tres infantes de marina descubren una caverna y comienzan a gritar cuando la transmisión de video de su casco se vuelve negra.
En 2013, en la ciudad de El Bronx, Nueva York, el veterano sargento de operaciones especiales del Departamento de Policía de Nueva York, Ralph Sarchie, se para junto al cadáver de un bebé en un callejón oscuro. Él y su compañero, Butler, reanudan su patrulla nocturna por el Distrito 46 y se recibe una llamada de disturbios domésticos por radio. Sarchie investiga al despachador para obtener más información y descubre que el hombre en la dirección es un ex marine. Le dice a Butler que su "radar" se está disparando porque tal vez el ex marine todavía cree que está luchando en la guerra.
En el lugar de la denuncia, Sarchie y Butler se encuentran con el ex marine sin camisa y muy tatuado, Jimmy Tratner, quien insiste en que su esposa está bien. Cuando su esposa levanta la cabeza, los oficiales ven que ha sido brutalmente golpeada. Ellos notan profundas marcas de arañazos en el piso y desconfían de un perro cuando hacen el arresto. Jimmy los resiste ferozmente, y finalmente le saca un cuchillo a Butler y huye de la casa a pie. Sarchie alcanza a Jimmy y hace el arresto; aunque no sin antes sufrir una herida considerable en el antebrazo que requerirá puntos de sutura. Los oficiales notan que las uñas de Jimmy están agrietadas y ensangrentadas, asumiendo que está mentalmente enfermo o drogado.
Sarchie y Butler son llamados al zoológico del Bronx, después de que una mujer arrojó a su pequeño al foso que rodea el recinto de los leones. Encuentran a la mujer en el corral de lémures y ella está furiosamente raspando el suelo, y después de que la apresan, rápidamente recita la letra de "Break on Through (To the Other Side)" del grupo The Doors. Sarchie ve a un pintor comercial dentro del recinto de los leones. Entra en el corral para interrogar al misterioso hombre, pero es atacado por los leones y apenas logra escapar de ahí.
Cuando la mujer trastornada, Jane Crenna, es trasladada del recinto a un centro de salud mental, un jesuita sacerdote, Mendoza, llega a pedido de la familia. Les hace a los oficiales varias preguntas directas sobre el comportamiento de Jane en el zoológico. Cuando llega otra llamada por disturbios domésticos, Sarchie se da cuenta de que la denuncia hace referencia a las puertas y decide que él y Butler responderán. En la casa, la familia de tres se ha estado alojando en la sala de estar después de una serie de extraños disturbios. Hay un área de la casa donde las bombillas de luz se queman instantáneamente y las velas no permanecen encendidas.
La familia explica que había dos pintores trabajando en el sótano, donde ocurrieron la mayoría de los disturbios. En el sótano, Sarchie descubre el cuerpo en descomposición de uno de los pintores, David Griggs. En el apartamento de Griggs, que está invadido por cucarachas y basura, encuentran tarjetas de visita de la compañía Alphonsus Painting, así como una foto de Griggs con Jane Crenna y el niño que ella arrojó al zoológico. En otra imagen, Griggs aparece con su uniforme de infante de marina con Jimmy Tratner y un tercer infante de marina, Mick Santino. Se dan cuenta de que Santino debe haber sido el pintor del zoológico.
Mendoza visita a Sarchie en el recinto y le pide ver las cintas de vigilancia de Jane en el zoológico. Él cree que Jane está poseída por demonios y explica que existe un mal secundario creado por humanos y un mal primario que proviene de los demonios. Al principio, Sarchie se muestra escéptico, pero cuando revisa las imágenes de vigilancia con Butler, escucha ruidos extraños y ve cosas que Butler no puede ver. Sarchie regresa a la casa de Jimmy Tratner y encuentra una pared que estaba siendo pintada en la oficina de Jimmy. Raspa la pintura para encontrar una pictografía de un búho. En la casa de Sarchie, su hija yace en la cama mientras un búho de peluche la mira siniestramente desde un estante en su dormitorio. Se despierta con ruidos extraños y se asusta, mientras llama a su madre.
De vuelta en la casa de Tratner, Sarchie ha raspado la pintura del resto de la pared para encontrar una extraña mezcla de pictografías antiguas y latinas. Sarchie encuentra algunos discos duros con imágenes de las implementaciones de Tratner y mira las imágenes completas del palmeral en Diyala. En la cueva, los soldados encontraron una talla del mismo mensaje que está en la pared de la casa de Tratner. Sarchie vuelve a visitar el sótano donde encontró el cuerpo de Griggs, raspa la pintura de una pared y encuentra el mensaje nuevamente. Él revisa las imágenes de vigilancia del zoológico y ve que el mismo mensaje estaba siendo pintado por Santino en el recinto de los leones. Acompañado con Mendoza, visita a Jane Crenna en el hospital psiquiátrico y le muestra el mensaje de la cueva, pero ella le muerde salvajemente el antebrazo ya herido de Sarchie.
Mendoza decodifica el mensaje como una especie de puente entre la teología cristiana y pagana que teóricamente permitiría a los demonios una puerta al mundo humano. Mendoza le explica que ciertas personas son más susceptibles a estos mensajes que otras y sugiere que las voces e imágenes que ve Sarchie podrían ser el resultado de su "radar" intuitivo, lo que significa que él también es susceptible al mensaje arcaico. Mendoza y Sarchie comparten gradualmente más historias personales entre ellos. Mendoza va con Sarchie y Butler a un edificio de apartamentos donde son atacados por Santino y Jimmy. Tratner es sometido por la cruz de Mendoza, mientras que Santino abruma y finalmente mata a Butler.
En la casa de Sarchie, su hija se despierta una vez más durante la noche y su búho de peluche rueda del estante y avanza hacia su cama. Mientras sale corriendo de la habitación gritando, ve a Santino en el pasillo. Sarchie llega a casa y encuentra a Santino en su sala de estar. Santino le advierte que ha secuestrado a su esposa e hija, y le ruega a Sarchie que recite las palabras en latín para que el demonio se apodere de su cuerpo, pero Sarchie se niega. Entretanto, Santino es llevado al recinto donde Mendoza y Sarchie le practican un exorcismo, logrando liberar al demonio Jungler que se apoderó de su cuerpo. La esposa y la hija de Sarchie están ubicadas en una camioneta de la Alphonsus Painting en una instalación de almacenamiento y seis meses después, se realiza el bautismo de la segunda hija de los Sarchie. Los títulos posteriores indican que Sarchie renunció a la policía y actualmente, sirve de trabajo con Mendoza a su lado en el catolicismo.

## Reparto
- Eric Bana como Ralph Sarchie, un policía de calle en Nueva York con un acento de Nueva Jersey que ha puesto su fe en la religión detrás de él, sólo para encontrarse a sí mismo enredado con el diablo.
- Édgar Ramírez como Mendoza, el sacerdote hispano que forma equipo con Ralph.
- Olivia Munn como Jen Sarchie, la esposa de Ralph, que también tiene un vínculo con el caso.
- Sean Harris como Santino, un soldado poseído por el diablo, quien termina focalizando a Ralph.
- Joel McHale como Butler, el socio de Ralph, un duro policía experimentado, termina siendo asesinado por Santino.
- Chris Coy como Jimmy Tratner, un soldado retirado, acusado de violencia doméstica, igualmente poseído por el diablo.
- Dorian Missick como Gordon.
- Rhona Fox como Zookeeper.
- Valentina Rendón como Claudia.
- Olivia Horton como Jane Crenna, al leer un llamativo mensaje en latín escrito en la pared, termina igualmente siendo poseída por el diablo.
- Lulu Wilson como Christina Sarchie, hija de Ralph.

## Producción
El 4 de septiembre de 2012, el director Scott Derrickson firmó un contrato para dirigir una película del género suspenso-paranormal-policiaca, él coescribió con Paul Harris Boardman, tuvo la producción de Screen Gems. El 12 de noviembre, Jerry Bruckheimer firmó un contrato para producir la película con su productora Jerry Bruckheimer Films, que había iniciado el desarrollo para una publicación de los libros de Sarchie en años anteriores. David Ayer, Bryan Bertino y Bruce C. McKenna también trabajaron en el guion antes de que Bruckheimer volviera con Derrickson. Screen Gems había establecido la fecha del 16 de enero de 2015 para su estreno y anunció que comenzarían a filmar el 20 de mayo en El Bronx, Nueva York. el 13 de noviembre de 2013, Sony Pictures cambio la fecha de lanzamiento de enero de 2015 al 2 de julio de 2014, en diciembre del 2013 la película fue retitulada de Cuidado con la noche a Líbranos del mal.

### Casting
Inicialmente se quería a Mark Wahlberg para ser la estrella de la película. El 9 de noviembre de 2012 The Wrap publicó que Eric Bana estaba en conversaciones para unirse a la película, interpretando el papel principal como un policía de Nueva York. El 9 de abril de 2013 Bana había confirmado su papel en la película como un policía católico, y Olivia Munn y Édgar Ramírez se confirmaron para ser coestrellas como la esposa del policía y un sacerdote, respectivamente. El 28 de mayo de 2013 Joel McHale y Sean Harris también se unieron a la película, con McHale interpretando al socio de Bana, un policía duro y con experiencia. Dorian Missick se unió al reparto el 5 de junio para el papel del policía Gordon. Otros miembros del reparto fueron Chris Coy, Rhona Fox y Valentina Rendón.

### Rodaje
El rodaje comenzó el 3 de junio de 2013 en la ciudad de Nueva York. Tras finalizar el rodaje en Nueva York a finales de julio, la producción se trasladó a Abu Dhabi en el inicio del mes de agosto de 2013 La producción filmó escenas en el desierto del Liwa Oasis en Abu Dhabi. de acuerdo con la Corporación de Desarrollo Empire State, para la película Líbranos del mal se gastaron más de $ 19 millones en el estado de Nueva York en el transcurso de su sesión de 34 días en la ciudad de Nueva York y en Long Island. La producción pagó $ 7 millones a los residentes de Nueva York, la contratación de unos 700 para el reparto y el equipo, así como más de 400 extras.

## Comercialización
El 23 de diciembre de 2013 se hizo pública la primera foto de la película. El primer tráiler de la película se estrenó en YouTube el 7 de marzo de 2014, seguido de otro tráiler internacional el 10 de abril. El 14 de mayo otro tráiler fue lanzado.

## Lanzamiento
La película fue estrenada el 2 de julio de 2014 en 3.049 localidades de los Estados Unidos.

### Recepción de la crítica
La película recibió críticas mixtas de los críticos especializados en general. La película mantiene actualmente una calificación de 30% en Rotten Tomatoes basado en 77 comentarios; el consenso general afirma: "El director Scott Derrickson sigue teniendo un conocimiento fiable firme en la atmósfera espeluznante, pero Líbranos del Mal tiene falta de sustos originales, la maldad se refleja en su título." En Metacritic, la película tiene una calificación de 40/100, lo que indica "críticas mixtas o promedio".

### Taquilla
Líbranos del mal ganó $ 2,8 millón en su primer día. En su primer fin de semana la película recaudó $ 9,500,000, situándose en el número cuatro en la taquilla en los Estados Unidos.